# 簡單多胞形

三維Q4809117。每個頂點都恰好與三個邊、三個面相鄰，因此這是一個簡單多胞形

在幾何學中，d維簡單多胞形（或稱簡單d維多胞形）是指頂點恰好只與d條稜（或d個維面）相接的d維多胞形。
d維簡單多胞形的頂點圖為(d−1)維單純形。
簡單多胞形在拓樸上的對偶是單純多胞形。同時是單純多胞形又是簡單多胞形的幾何體是單純形或二維多邊形。
在這個定義下的三維情形是簡單多面體，這種簡單多面體是指每個頂點指與三個面相鄰或每個頂點只與三條稜相接的多面體。這種簡單多面體的對偶多面體為「單純多面體」（即三角面多面體），其所有面都是三角形。

## 範例
三維空間的簡單多胞形可稱為簡單多面體，其包括了稜柱（包括立方體）、正四面體和正十二面體，也有包括部分的阿基米德立體：截角四面體、截角立方体、截角八面體、大斜方截半立方体、截角十二面体、截角二十面體和大斜方截半二十面体。
一般來說，任何多面體都可以透過截去分支度為4或更高分支度的頂點來轉換成簡單多面體。
例如截對角偏方面體是截去偏方面體的高分支度頂點構成的，截對角偏方面體也是一種簡單多面體。
四維空間的簡單多胞形包括了正一百二十胞体和超立方體。簡單均勻四維多胞形包括了截角正五胞体、截角超立方體、截角正二十四胞体、截角正一百二十胞体、柱體柱。此外，所有的過截角四維多胞體都是簡單多胞形。
更高維度的簡單多胞形包括了d維單純形、超方形、關聯多面體和排列多面體。

## 唯一建構
米夏·佩爾斯推測簡單多胞形完全由其一階骨架（1-skeleton）所決定。他的猜想於 1987年被羅斯威莎·布林德和彼得·馬尼·萊維茨卡（Peter Mani-Levitska）證明。後來吉爾卡萊基於唯一沉向理論對此結論提供了更簡潔的證明。